# Nuguria (Atoll)
Nuguria (auch Nukuria, Abgarris oder Fead Islands) ist das größere der beiden Atolle der Nuguria-Inseln im Pazifischen Ozean. Es gehört politisch zu Papua-Neuguinea und ist damit ein Teil Melanesiens. Kulturell zählt man das Atoll auf Grund der polynesischstämmigen Bevölkerung jedoch zu den Exklaven Polynesiens, welche außerhalb des polynesischen Dreiecks liegen. Administrativ gehört es zum Atolls Local Level Government des North Bougainville Districts in der autonomen Region Bougainville.

## Geographie
Nuguria ist ein schmales, langgestrecktes Atoll mit einer Länge von 35 km und einer Breite zwischen 3 und 8 km. Zum Atoll gehören, vor allem im Osten und Süden, zahlreiche flache und dicht mit Kokospalmen bestandene Inseln auf dem Saumriff, von denen Paopao (auch Nugurba, Nukaruba oder Goodman Island, im Süden), Huhunati (im Südosten nördlich von Paopao) und Namotu (im Osten) die bedeutendsten sind. Vier Kilometer nordwestlich von Nuguria liegt das kleinere Nachbaratoll Malum. Nuguria hat 502 Einwohner (Stand: 2000) auf einer Landfläche von 6,1 km², die sich in Subsistenz-Wirtschaft vor allem von Fisch, Taro und Kokosnüssen ernähren.
Rund 16 km südwestlich des Atolls liegt Sable Islet, die 2,4 Meter hoch und von einem großen Korallenriff umgeben ist.